# Лез-Экс-д’Анжийон
Лез-Экс-д’Анжийо́н (фр. Les Aix-d'Angillon) — коммуна во Франции, находится в регионе Центр. Департамент — Шер. Главный город кантона Экс-д’Анжийон. Округ коммуны — Бурж.
Код INSEE коммуны — 18003.

## География
Коммуна расположена приблизительно в 185 км к югу от Парижа, в 95 км юго-восточнее Орлеана, в 19 км к северо-востоку от Буржа.
По территории коммуны протекают небольшие реки Колен (фр. Colin) и Катье (фр. Quatier).

## Население
Население коммуны на 2008 год составляло 1923 человека.
| 1962 | 1968 | 1975 | 1982 | 1990 | 1999 | 2008 |
| ---- | ---- | ---- | ---- | ---- | ---- | ---- |
| 1118 | 1246 | 1945 | 2146 | 2160 | 2006 | 1923 |

## Администрация
| Период | Период | Фамилия          | Партия             | Примечания |
| ------ | ------ | ---------------- | ------------------ | ---------- |
| 1959   | 1974   | Люсьен Паделу    |                    |            |
| 1974   | 1977   | Эмиль Вольтон    |                    |            |
| 1977   | 1983   | Жан-Клод Делольм |                    |            |
| 1983   | 1993   | Жан-Марк Шамайяр |                    |            |
| 1993   | 2014   | Клод Лелу        | Радикальная партия |            |

## Экономика
Основу экономики составляют сельское хозяйство и лёгкая промышленность.
В 2007 году среди 1144 человек в трудоспособном возрасте (15-64 лет) 836 были экономически активными, 308 — неактивными (показатель активности — 73,1 %, в 1999 году было 70,7 %). Из 836 активных работали 765 человек (405 мужчин и 360 женщин), безработных было 71 (35 мужчин и 36 женщин). Среди 308 неактивных 67 человек были учениками или студентами, 150 — пенсионерами, 91 были неактивными по другим причинам.

## Достопримечательности
- Коллегиальная церковь Сен-Жермен (XII век). Исторический памятник с 1862 года[3]
  - Три каменные кропильницы (XV век). Исторический памятник с 1919 года[4]
- Церковь Нотр-Дам (XII век)
- Хоспис (XVI век)
- Руины феодального замка (XV век)